# سامسونج جالكسي إس ريلاي 4G
سامسونج جالكسي إس ريلاي 4G (بالإنجليزية: Samsung Galaxy S Relay 4G)‏ هو هاتف ذكي من إلكترونيات سامسونج يعمل بنظام أندرويد، تم طرحه في الأسواق في 19 سبتمبر 2012.

## الخصائص
- نظام التشغيل: أندرويد
- الكاميرا الأمامية: 1.3 ميجابكسل
- الكاميرا الخلفية: 5 ميجابكسل
- الوزن: 5.29 أونصة (150 غ)
- المعالج: 1.5 جيجا هرتز ثنائي النواة
- الذاكرة: 1 جيجابايت رام
- التخزين: 8 جيجابايت ذاكرة وميضية

## وصلات خارجية
- samsung.com/us/mobile/cell-phones/SGH-T699DABTMB